# بنیاد فرهنگی پرویز شهریاری
بنیاد فرهنگی پرویز شهریاری در مرداد ۱۳۸۴ به شمارهٔ ۱۸۵۳۲ در ادارهٔ ثبت شرکتها و مؤسسات غیر تجاری تهران به ثبت رسید.

## هدف‌های بنیاد
1. کوشش در گسترش فرهنگ ایرانی و شناساندن آن از راه گردآوری نوشته‌ها و گفتارهای دانشمندان ایرانی و دانشمندان کشورهای دیگر و برگردان نوشته‌های آنان به زبان فارسی.
2. بررسی و پژوهش در فرهنگ ویژه کشورهای دیگر و برگردان و بازگوئی کارهای فرهنگی و هنری سزاوار و هماهنگ با فرهنگ ایرانی.
3. تهیه و انتشار زندگی نامه‌های اندیشمندانی که در پیشرفت فرهنگ و تمدن ایرانی–اسلامی کار کرده‌اند.
4. برپایی کتابخانه‌ها و موزه ویژه فرهنگ و ادب، دانش‌های تجربی و پایه – پخش و انتشار روزنامه، ماهنامه‌های ادبی و دانش‌های گوناگون و برپایی نمایشگاه‌ها و جشنواره‌های فرهنگی و هنری و ...

## سرمایهٔ بنیاد
نخستین سرمایه ارزنده بنیاد، کتابخانه بزرگ استاد پرویز شهریاری است که با بیش از چهل هزار جلد کتاب در اختیار بنیاد گذاشته‌اند تا پس از فراهم آوردن جایی در خور، کتابخانه و موزهٔ وابسته به آن برپا شود.